# Catarctia biseriata
Catarctia biseriata is een vlinder uit de familie tandvlinders (Notodontidae). De wetenschappelijke naam van deze soort is voor het eerst geldig gepubliceerd in 1880 door Plötz.
De soort komt voor in tropisch Afrika.